# Marble (Karolina Północna)
Marble – jednostka osadnicza w Stanach Zjednoczonych, w stanie Karolina Północna, w hrabstwie Cherokee.